# La última pena
La última pena (en inglés The Noose) es una película dramática muda de estadounidense que adapta la obra de Willard Mack The Noose. Protagonizada por Richard Barthelmess, Montagu Love, Robert Emmett O'Connor y Thelma Todd, es una adaptación de Garrett Graham y James T. O'Donohoe de la obra de teatro. Fue dirigida por John Francis Dillon. Richard Barthelmess fue nominado a un premio Óscar como mejor actor.

## Sinopsis
La exesposa de un delincuente se casa con el gobernador del estado, y el delincuente ve la oportunidad de ganar algo de dinero amenazando con exponer el pasado de su esposa si el gobernador no le paga. El hijo del ladrón, que también es un criminal, no quiere ver a su madre deshonrada y decide detener a su padre, pero las cosas no salen como él había planeado.

## Reparto
- Richard Barthelmess como Nickie Elkins
- Montagu Love como Buck Gordon
- Robert Emmett O'Connor como Jim Conley
- Jay Eaton como Tommy
- Lina Basquette como Dot
- Thelma Todd como Phyllis
- Ed Brady como Seth McMillan
- Fred Warren como Dave, el pianista
- Alice Joyce como la señora Bancroft
- Will Walling como Warden
- Robert T. Haines como el gobernador
- Ernest Hilliard como Craig
- Emile Chautard como el sacerdote
- Romaine Fielding como el juez
- Yola d'Avril como la chica de cabaret

## Premios y distinciones
Premios Óscar
| Año  | Categoría   | Nominado            | Resultado |
| ---- | ----------- | ------------------- | --------- |
| 1928 | Mejor actor | Richard Barthelmess | Nominado  |